# Việt Nam tại Đại hội Thể thao châu Á Võ thuật-Trong nhà 2013
Việt Nam tham dự Đại hội Thể thao Trong nhà-Võ thuật châu Á 2013 in Incheon, Hàn Quốc từ 29 tháng 6 – 6 tháng 7 năm 2013.
Việt Nam gửi 102 VĐV tham gia 11 môn.

## Bảng huy chương
| Huy chương | VĐV                   | Môn         | Nội dung                   |
| ---------- | --------------------- | ----------- | -------------------------- |
| Vàng       | Đồng đội              | Cờ vua      | Cờ nhanh                   |
| Vàng       | Nguyễn Văn Sự         | Kick Boxing | Men's Point Fighting -74kg |
| Vàng       | Nguyễn Thị Tuyết Mai  | Kick Boxing | Women's Full Contact -56kg |
| Vàng       | Nguyễn Thị Tuyết Dung | Kick Boxing | Women's Low Kick -52kg     |
| Vàng       | Văn Ngọc Tú           | Kurash      | Nữ-52 kg                   |
| Vàng       | Nguyễn Trần Duy Nhất  | Muay        | Nam -57kg                  |
| Vàng       | Hoàng Quý Phước       | Bơi 25m     | 100m Tự do Nam             |
| Vàng       | Nguyễn Thị Ánh Viên   | Bơi 25m     | Nữ 200m Hỗn hợp            |